# Srednji kanal
Srednji kanal je morski kanal u Jadranskom moru.
Srednji kanal ima dovoljnu dubinu za velike brodove. Međutim, to se malo koristi osim plovila koja plove između Šibenika i Zadra, a nisu se u stanju kretati Pašmanskim kanalom. U kanal se ulazi između otočića Košara i hridi Galijolica, 1,5 km sjeverozapadno, i općenito je jasan i dubok u sredini.